# كاشيوا ريسول
كاشيوا ريسول (باليابانية: 柏レイソル) نادي كرة قدم ياباني تأسس في العام 1940، يقع في مدينة كاشيوا من محافظة تشيبا.

## أهم اللاعبين الذين لعبوا للعين خلال تاريخه
- سيزار سامبايو
- موللر
- كاريكا
- اديلسون
- دودو سيارينسي
- فرانكا
- أنتونيو كارلوس زاغو
- ريكاردو ألكسندر دوس سانتوس
- باولو جاملي
- نيلسون لويس كرتشنا
- فالدير بينديتو
- خريستو ستويتشكوف
- سيدو دومبيا
- إفير بالاسيوس
- بافل باديا

## وصلات خارجية
- (باليابانية) الموقع الرسمي
- (بالإنجليزية) الموقع الرسمي
- FIFA Profile